# Crohnova nemoc
Crohnova nemoc (též Crohnova choroba či regionální enteritida) je chronické zánětlivé onemocnění, které se může projevit v jakékoli části trávicího ústrojí, nejčastěji však v oblasti spojení tenkého a tlustého střeva. Zánět proniká celou stěnou, nezřídka je granulomatózní povahy. Onemocnění se vyskytuje častěji v průmyslově vyspělých zemích severní polokoule, v ČR se objevuje v počtu 20 nových nemocných na 100 000 obyvatel za rok.
Hlavní symptomy jsou bolesti v podbřišku, hubnutí, únava, zvýšená teplota a průjmy, většinou bez krve. Onemocnění může mít projevy i mimo trávicí ústrojí, např. kožní vyrážka, kloubní záněty, oční záněty či výskyt aft v dutině ústní.
Příčina Crohnovy nemoci není známa. Všeobecně se usuzuje, že je nemoc spojena s imunitou, není však jasné, zda jde o imunodeficienci, nebo o nemoc autoimunitního charakteru. Sklon k onemocnění je ovlivněn geneticky, chorobu mohou vyvolat u náchylné osoby vlivy okolního prostředí. Crohnova nemoc patří do skupiny zánětlivých onemocnění vnitřností označovaných IBD (anglicky Inflammatory Bowel Disease). Crohnova nemoc může být těžko rozeznatelná od jiných forem IBD, jako např. ulcerózní kolitidy (colitis ulcerosa).
Zánětlivá onemocnění střev popsal Giovanni Battista Morgagni (1682–1771), později polský lékař Antoni Leśniowski v roce 1904 a skotský lékař T. Kennedy Dalziel roku 1913. Nemoc byla pojmenována podle Burrilla Bernarda Crohna, amerického gastroenterologa. Spolu s Ginzbergem a Oppenheimerem ji popsal v roce 1932 u série čtrnácti pacientů v oblasti napojení tenkého střeva k slepému.

## Klinické projevy

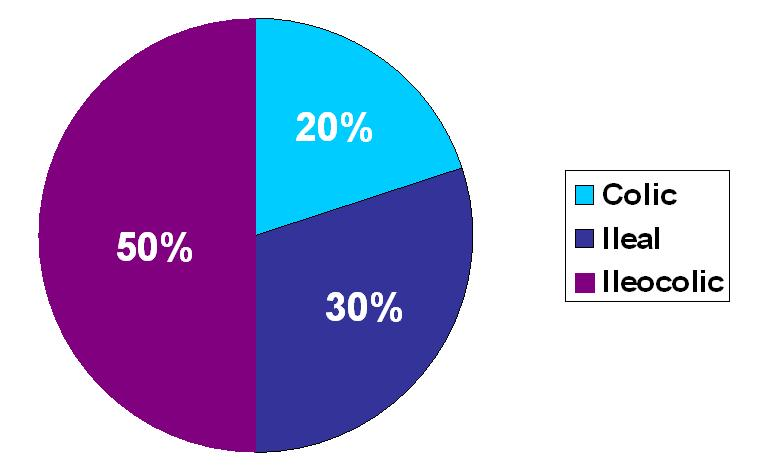
Podíl distribuce Crohnovy nemoci

Řada pacientů s Crohnovou nemocí má její příznaky řadu let před stanovením diagnózy. Ve srovnání s ulcerózní kolitidou (colitis ulcerosa) jsou počáteční symptomy této nemoci méně zřetelné.
Vyskytují se tři různé formy této nemoci:
- stenozující – důsledkem zánětu je zesílení stěny a zúžení průsvitu střeva, z toho vyplývající omezení průchodnosti střev či jejich úplná neprůchodnost
- fistulující – zánět proniká celou tloušťkou stěny, dochází ke slepení střeva s okolními orgány a vzniku fistulí (píštělí), tedy patologických propojení mezi orgány (mezi střevními kličkami navzájem či střeva s okolními orgány jako močový měchýř, pochva) či vyústění na povrch těla
- zánět omezený na stěnu bez vzniku zúžení či píštělí

Důležitou specifikací Crohnovy nemoci je u pacienta lokalizace v rámci trávicího ústrojí:
- Ileitida: Crohnova nemoc obvykle napadá kyčelník (ileum), většinou konečnou část tenkého střeva před jeho vyústěním do tlustého (terminální ileitida). Ve 30 % případů je postižena pouze tato oblast.

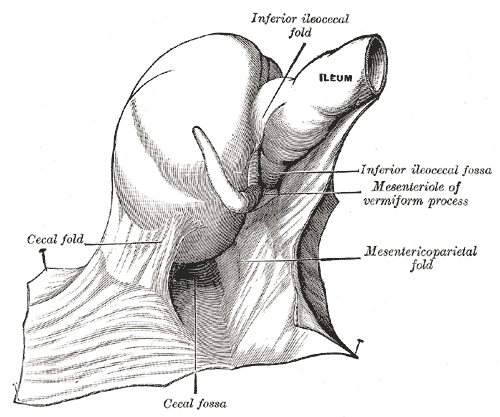
Ileum I
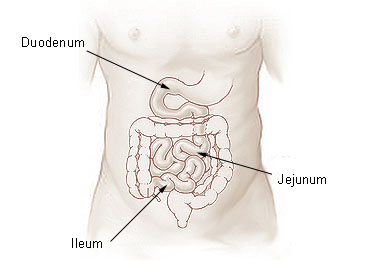
Ileum II

- Kolitida: V případě postižení tlustého střeva je velice komplikované odlišit Crohnovu nemoc od ulcerozní kolitidy. Ve 20 % případů je postižena pouze tato oblast tlustého střeva.
- Ileokolitická forma: Je postiženo tenké i tlusté střevo. Tato forma se objevuje až v 50 % případů.
- Perianální: Postižena je oblast konečníku a řitního otvoru, spojena s tvorbou píštělí či abscesů
- Ostatní: Může být postižena jakákoli jiná oblast trávicího traktu (žaludek, dvanáctník, horní části tenkého střeva)

### Projevy v trávicí soustavě

#### Bolesti v oblasti břišní dutiny
Běžným příznakem jsou křečovité bolesti v oblasti břišní dutiny, neboť zánět způsobený Crohnovou nemocí může v zanícených místech vyvolat stenózu (místní zúžení průsvitu střeva). V těchto místech se může později vyvinout fibróza, vazivové ztluštění střevní stěny. Bolest se může projevit kdekoli v oblasti břicha. Protože je bolest spojena se stenózou, může se zmenšit až ustoupit vyprázdněním střev. V případě, že se k bolesti přidává nevolnost a zvracení, může to ukazovat na vznik neprůchodnosti střev.

#### Průjmy
Povaha průjmových projevů závisí v případě tohoto onemocnění na postižené oblasti tenkého či tlustého střeva. Postižení tenkého střeva nemusí být průjmem doprovázeno vůbec nebo naopak být i příčinou silných, řídkých průjmů. Oproti tomu vývoj nemoci ve střevě tlustém způsobuje četnější průjmy menšího objemu. Konzistence průjmu může být různá. U těžších případů dochází k potřebě vyprazdňování i dvacetkrát za den. Perianální stupeň Crohnovy nemoci může být doprovázen neschopností kontroly stolice (fekální inkontinencí).

#### Krev ve stolici
Výrazné stopy krve v exkrementu jsou méně časté než u ulcerozní kolitidy. Postižení ilea většinou nebývá doprovázeno výraznějším krvácením, naproti tomu v případě většího rozsahu nemoci v oblasti tlustého střeva může být krvácení značné.

#### Perianální projevy
Svědění, či bolest v oblasti konečníku může být náznakem vzniku zánětů, lokálních srůstů, píštělí či abscesů.

#### Postižení žaludku
Při postižení žaludku se objevuje bolest při polykání (odynofagie), bolest břicha a zvracení.

#### Zánětlivé onemocnění žlučovodu
Primární sklerozující cholangoitida je vzácná, vyskytuje se méně často, než ve spojení s colitis ulcerosa.

#### Jiné příznaky
Crohnova nemoc se může projevovat také tvorbou aft v ústí dutině a nadýmáním.

### Projevy na celkovém stavu

#### Teplota
Většinou je nižší, do 38,5 °C. Pokud dojde ke komplikaci, jakou je např. absces, může být i vyšší.

#### Ztráta hmotnosti
Příčinou je většinou snížení příjmu potravy, protože pacient se střevními komplikacemi se cítí lépe, pokud není nasycen. V případě rozšíření nemoci v oblasti tenkého střeva může být pacient postižen také poruchou vstřebávání živin, malabsorpcí.

#### Poruchy růstu
Protože se nemoc může prokázat v období puberty, které je charakteristické rychlým růstem jedince, jsou až u 30 % dětí s touto nemocí pozorovány růstové poruchy.

### Projevy mimo trávicí soustavu

#### Postižení očí
- iritida, iridocyklitida – zánětlivé onemocnění duhovky nebo celé uvey.
- episcleritida – vážné zánětlivé onemocnění očního bělma.

#### Postižení pohybového aparátu
- artritida – obvykle postižení jednoho až dvou větších kloubů nebo většího počtu malých kloubů
- Bechtěrevova nemoc
- artritida spodní části páteře v oblasti kříže (tzv. sakroiliakálního spojení).
- osteoporóza v důsledku nedostatku vápníku, vitamínu D či celkově nedostatečné výživě
- deformity konečků prstů a nehtů

#### Kožní projevy
- Erythema nodosum, rudé uzlinky, zpravidla vznikající v přední části podkolenní oblasti. Vznikají v tomto místě vlivem zánětu podkožní tkáně a projevují se v souvislosti s panniculitis.
- Pyoderma gangrenosum, bolestivé hnisavé kožní projevy.

#### Hematologické projevy
- Trombóza a plicní embólie v důsledku vzniku krevních sraženin při větší tendenci ke srážení krve při aktivním zánětu
- Autoimunní hemolytická anémie – stav, kdy imunitní systém „napadá“ červené krvinky a dochází k jejich rozpadu

## Diagnostika
Diagnóza je obtížná a opírá se o celou řadu pomocných vyšetření:

### Biochemické vyšetření
Krevní obraz je potřeba pro stanovení možné chudokrevnosti, která může být způsobena buďto ztrátou krve, nebo nedostatkem vitamínu B12. Nedostatek vitamínu B12 je sledován zejména při postižení ilea. Právě v ileu je vitamín B12 vstřebáván. K monitorování aktivity zánětu se používá především stanovení CRP a sedimentace.

### Kolonoskopie
Kolonoskopie umožňuje nejlepší stanovení diagnózy a rozsahu nemoci, neboť nabízí přímý vizuální náhled do oblasti tlustého střeva a konečné části ilea. Při tomto vyšetření může být také provedena biopsie.

### Vyšetření tenkého střeva
Protože kolonoskopie ani gastroskopie neumožňují pohled do většiny tenkého střeva a endoskopické vyšetření tenkého střeva je méně dostupné a celkově náročnější, používají se nejčastěji vyšetření s použitím rentgenového záření. Pacientovi se podá suspenze rentgenkontrastní látky (např. síranu barnatého nebo sloučenin jódu) a v průběhu trávení se pořizují rentgenové snímky břišní dutiny nebo snímkování pomocí počítačové tomografie (CT enterografie). Vznikají tak postupné obrazy tenkého střeva, které umožňují identifikaci míst s pravděpodobným zánětlivým onemocněním podle zužování tenkého střeva nebo ztlušťování střevní stěny.

### Další zobrazovací metody
Počítačová tomografie také umožňuje zjištění dalších nitrobřišních komplikací způsobených Crohnovou nemocí, zvláště abscesů, může odhalit i mechanické zaškrcení střeva (ileus) a píštěle.
Magnetická rezonance se používá jako doplňková metoda.

### Kapslová endoskopie
Kapslová endoskopie spočívá v tom, že pacient spolkne malou kapsli s kamerou, která pořizuje záběry v průběhu průchodu celou trávicí soustavou. V případě Crohnovy nemoci se používá v případě podezření postižení tenkého střeva v místech, kde nemůže být nasazena kolonoskopie či gastroskopie.

### Irigografie
Tato metoda se zřídka používá v případě Crohnovy nemoci jako rentgenové vyšetření tlustého střeva po zavedení kontrastní látky konečníkem. Využívá se pro identifikaci anatomických abnormalit v místech s výrazným zúžením průchodnosti tlustého střeva, kde nelze použít metodu kolonoskopie. Rovněž se aplikuje pro zjištění fistulí v oblasti tlustého střeva.

## Diferenciální diagnostika
Nemocí, která vykazuje stejné příznaky jako Crohnova nemoc, je ulcerózní kolitida, neboť se v obou případech jedná o zánětlivá onemocnění střev, která mohou způsobovat stejné symptomy v oblasti tlustého střeva. Stanovit, o jakou z těchto nemocí se jedná, je důležité vzhledem k odlišnému způsobu léčby každé z nich. V některých případech ovšem může dojít k tomu, že je od sebe nelze odlišit. V takových situacích je nemoc klasifikována jako neurčitá kolitida (blíže neurčitelné střevní onemocnění).
Následující tabulka shrnuje pozorované rozdíly:
|                             | Crohnova nemoc                                    | Colitis ulcerosa                     |
| --------------------------- | ------------------------------------------------- | ------------------------------------ |
| Postižení terminalního ilea | běžně                                             | zřídka                               |
| Postižení tlustého střeva   | obvykle                                           | vždy                                 |
| Postižení konečníku         | zřídka                                            | obvykle                              |
| Postižení řitního otvoru    | běžně                                             | zřídka                               |
| Postižení žlučovodů         | Nižší míra                                        | Vyšší míra                           |
| Rozsah                      | Nestejnorodý, skvrnitý výskyt zánětu              | Souvislé plochy zánětu               |
| Endoskopický obraz          | Lineární a plazivé vředy                          | Souvislé vředy                       |
| Hloubka zánětu              | Může zasahovat hluboko do tkáně                   | Mělký                                |
| Vznikání fistulí a srůstů   | běžně                                             | zřídka                               |
| Stenóza střev               | běžně                                             | zřídka                               |
| Typ imunitní reakce         | Spojována s Th1                                   | Neurčitě spojována s Th2             |
| Přítomnost granulomu        | Může být                                          | Není běžná                           |
| Účinnost operačního zákroku | I po odebrání napadené tkáně se nemoc často vrací | Obvykle dojde po operaci k uzdravení |
| Zvýšené riziko pro kuřáky   | Ano                                               | Ne                                   |

## Epidemiologie
Incidence Crohnovy nemoci je cca 4–9 případů na 100 000 obyvatel. Prevalence je 27–48 případů na 100 000 obyvatel.[zdroj?] Celkový počet onemocnění za období posledních dvaceti let[kdy?] stoupá. Obě pohlaví jsou postižena stejnou mírou. Zároveň byl prokázán vyšší výskyt v rámci příbuznosti v rodinách či etnických skupinách. Jako příklad lze jmenovat vyšší výskyt nemoci u aškenázských Židů. Lidé se světlou kůží mají riziko onemocnění dvojnásobně vyšší než lidé s kůží tmavou.
Různé zdroje uvádějí různou míru výskytu, např. na základě populační studie provedené v Norsku a v USA byla pozorována incidence Crohnovy nemoci v 6 až 7,1 případu na 100 000 obyvatel. Bylo zjištěno, že nemoc je rozšířenější v severních zemích a převažuje dokonce v severních oblastech v rámci stejné země. Výskyt Crohnovy nemoci je podle této studie 6 na 100 000 v Severní Americe, kde nemocí celkem trpí 400 000 až 600 000 lidí a podobná incidence se předpokládá v Evropě, nižší potom v Asii a Africe.
V souvislosti s věkem se tato nemoc vyskytuje nejvýrazněji ve dvou kategoriích, a to u teenagerů a mladých po 20. roku života (zejména v kategorii 16–35) a potom opět zesiluje u 50–70letých.

## Patogeneze
I když příčina Crohnovy nemoci není přesně známa, patogeneze této nemoci zahrnuje genetické a environmentální faktory:

### Imunitní systém
Abnormální projevy v imunitním systému často provázejí vznik Crohnovy nemoci. V souvislosti s touto nemocí existují hypotézy o rozšiřování systému Th1 v cytokinární odezvě při zánětu. Také proto, že střevní prostředí obsahuje velký počet baktérií, může řada z nich, včetně Mycobacterium avium subspecies paratuberculosis vyvolávat infekce a být tak rizikovým faktorem, či příčinou vzniku Crohnovy nemoci.

### Vlivy prostředí
Řada vlivů spojených s životním prostředím a životním stylem může také zvyšovat riziko onemocnění Crohnovou nemocí. Mimo jiné lze jmenovat:
- strava složená z velkého množství tučných či předem upravených jídel
- kouření
- hormonální antikoncepce

## Léčba
Terapeutický přístup při léčení je sekvenční: v první fázi je třeba léčit akutní onemocnění. Protože Crohnova nemoc je nemocí, kterou se často nedaří vyléčit absolutně, je ve fázi druhé třeba rozsah onemocnění udržovat na minimální úrovni, v remisi.
Při léčbě se nejprve nasazují protizánětlivé léky s cílem redukce zánětu. Běžně se používají aminosalicyláty (např. mesalazin), kortikosteroidy a imunosupresiva. Antibiotika se podávají jen v případě infekčních komplikací. V případě srůstů znemožňujících průchodnost střev, tvorby abscesů, či pokud organismus v přiměřené době nereaguje na léky, může dojít k nutnosti operačního zákroku.
Poté, co se v průběhu léčby dosáhne stádia remise, je cílem udržování tohoto stavu a zamezení nového propuknutí nemoci.
Vzhledem k vedlejším efektům léčby je třeba se vyvarovat dlouhodobého užívání kortikosteroidů. I přesto, že je řada pacientů schopna udržet remisní stav nemoci pouze pomocí aminosalicylátů, mnozí potřebují užívat léky na potlačení funkce imunitního systému, tzv. imunosupresiva.

### Používané léky
Při léčbě Crohnovy nemoci se používají tyto léky:
- aminosalicyláty – mesalazin, sulfasalazin
- kortikosteroidy – prednison, budesonid, medrol
- imunosupresiva – azathioprin, 6-merkaptopurin, methotrexát, thalidomid
- biologická léčba – infliximab, adalimumab
- antibiotikum – metronidazol a jiná

### Chirurgická terapie
Operace je prováděna v komplikovaných případech, nebo tehdy, pokud organismus nereaguje na léky a nemoc je lokalizována v jedné oblasti, která může být odoperována. Často se operuje v těchto případech:
- striktura
- fistule
- ileus (neprůchodnost střeva)
- rakovina tlustého střeva, konečníku a apendixu, či rakovina tenkého střeva.

V případě stenózy se provádí rozšíření postiženého místa. V ostatních případech je třeba provést resekční zákrok, tedy odebrat postiženou část střeva a spojit zdravé části. Toto sice vyřeší akutní problém, avšak nevyléčí Crohnovu nemoc, která se obvykle později projeví v jiných, dříve nenapadených oblastech střev.

### Helmintická terapie
Na základě objevu helmintické imunomodulace byl navržen nový alternativní způsob léčby pomocí kontrolované infekce pacientů tenkohlavcem prasečím (Trichuris suis) – tzv. helmintická terapie. Úspěšná terapie červy T. suis byla zaznamenána již v několika klinických studiích. Tento neobvyklý způsob se jeví jako vhodná alternativa nejen v léčbě Crohnovy nemoci, ale i dalších autoimunitních nemocí.

### Dieta a životní styl
Mnozí pacienti upozorňují, že požívání určitých druhů jídel zhoršuje jejich příznaky. Např. stav pacientů trpících intolerancí laktózy způsobenou onemocněním tenkého střeva se zlepšuje, pokud se vyhýbají produktům obsahujícím laktózu. V souvislosti s léčbou Crohnovy nemoci byla sestavena řada diet, které zlepšují příznaky nemoci. Mimo jiné byla ukázána léčba pediatrických pacientů pomocí výhradní enterální výživy (EEN – exclusive enteral nutrition), to a další výsledky naznačují, že striktnější eliminační/hypoalergenní dieta může, v některých případech, navodit a udržet remisi onemocnění.
Na stavu pacienta se může negativně projevit i stres. Snížení hladiny stresu může být pozorováno v bezprostředním zlepšení příznaků nemoci a celkového stavu pacienta.
Protože terminální ileum je nejběžněji napadenou oblastí a zároveň plní funkci vstřebávání vitamínu B12, pacienti trpící Crohnovou nemocí jsou ohroženi stavem nedostatku vitamínu B12 a mohou potřebovat jeho doplňování.

## Komplikace

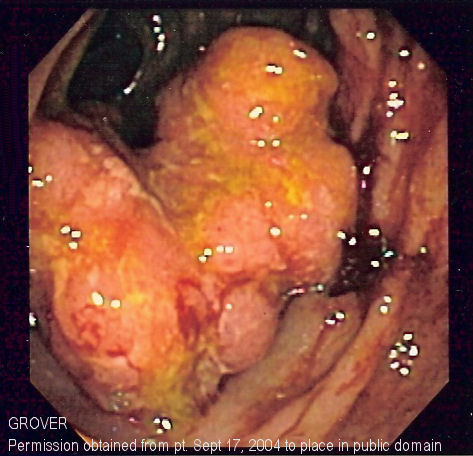
Endoskopický snímek rakoviny tlustého střeva nalezené při diagnóze Crohnovy nemoci

### Neprůchodnost střeva
Fibróza, nadměrná produkce vaziva ve stěně střeva, může vést k postupnému zužování průsvitu střeva až k následné neprůchodnosti (obstrukci, obstrukčnímu ileu).

### Píštěle(fistule)
Patologická propojení mohou vznikat mezi dvěma částmi střeva, nebo mezi střevem a okolními orgány, např. močovým měchýřem nebo vaginou, nebo dokonce mohou ústit na povrch těla.

### Abscesy
Absces se obvykle projeví zvýšenou teplotou a bolestí v oblasti břicha. Antibiotická terapie někdy nemusí stačit a je třeba chirurgického řešení.

### Rakovina
Crohnova nemoc je rizikovým faktorem pro vznik nádorového onemocnění v postižené oblasti střeva. U pacientů se proto doporučuje pravidelné endoskopické vyšetření, jehož cílem je včasný záchyt nádorů.

### Malnutrice
Pacienti s Crohnovou nemocí jsou ohroženi malnutricí. Nemocní snižují příjem potravy, protože se nenasyceni cítí lépe, v poškozeném střevě dochází k malabsorpci (stav snížené schopnosti vstřebávání živin). Pacienti mohou potřebovat doplňkovou stravu, ve vážných případech může být nutná i nitrožilní výživa. Řada pacientů s vážným rozsahem Crohnovy nemoci musí složení své stravy a její doplňky konzultovat s odborníkem.

### Další komplikace
- trhlinky a podráždění v řitní oblasti
- ledvinové kameny, zejména oxalátové
- osteoporóza

## Infekční agens u CD
Již od roku 1932, kdy byla nemoc definována, bylo konstatováno, že ulcerativní změny jsou podobné lézím způsobeným mikroorganismy. Podobnost byla shledána s paratuberkulózou skotu (paratuberkulóza).
Na komplikacích způsobených mikroorganismy se podílejí obzvláště:
- MAP (mycobacterium avium subspecies paratuberculosis)
- Listeria monocytogenes
- Helicobacter pylori,H.hepaticus
- Escherichia coli

## Antibiotika u CD
Koktejly antibiotik, které se podávají po mnoho měsíců, jsou typické. Jejich cílem je společně se steroidy nebo NSAIDs (Nesteroidní antiflogistikum) zabránit komplikacím při zánětech GIT (gastrointestinální trakt).
| skupina léčiv   | účinná látka   | vedlejší účinky      | příklad léčiva        |
| --------------- | -------------- | -------------------- | --------------------- |
| Antiprotozooika | Metronidazol   | nauzea, vomitus      | Entizol               |
| syntetická atb. | Rifaximin      | barví moč a stolici  | Xifaxan               |
| Chinolony       | Ciprofloxacin  | bolest břišní dutiny | Teva, Cipro           |
| Peniciliny      | Ampicilin      | otok jazyka          | Campicilin, Pentrexyl |
| Tetracycliny    | Oxytetracyclin | hepatotoxicita       | max. 3 týdny léčba!   |